# سیارک ۱۴۶۲۲
سیارک ۱۴۶۲۲ (به انگلیسی: 14622 Arcadiopoveda، نامگذاری:1998UN18)۱۴۶۲۲مین سیارک کشف شده‌است که در ۲۸ اکتبر ۱۹۹۸ کشف شد.